# Giovanni Metra
Giovanni Metra, né le 2 août 1933 à Campospinoso (Lombardie) et mort le 29 septembre 2011 à Stradella (Lombardie), est un coureur cycliste italien, professionnel de 1956 à 1961. 

## Palmarès
- 1956
  - Grand Prix Colli Rovescalesi

## Résultats sur les grands tours

### Tour d'Italie
3 participations
- 1959 : 77e
- 1960 : 47e
- 1961 : abandon

### Tour d'Espagne
1 participation
- 1960 : abandon (10e étape)